# 放課後 GAMING LIFE
放課後 GAMING LIFE（ほうかごゲーミングライフ）は、2021年12月16日より運営されている、SMILE-UP.（旧ジャニーズ事務所）所属タレントによるYouTubeチャンネル。2023年10月17日にジャニーズ事務所がSMILE-UP.に社名を変更したことに伴い、Johnny's Gaming Room（ジャニーズゲーミングルーム）から名称を変更した。

## 概説
2021年12月16日、ゲーム好きなジャニーズメンバーが集うYouTubeチャンネルを開設した。プレオープンとして有岡大貴、玉森裕太、宮田俊哉が、ジャニーズWEST、Sexy Zone、King & Prince、SixTONES、Snow Man、なにわ男子、ジャニーズJr.、関西ジャニーズJr.のもとを訪れてゲームをプレイしてもらい、チャンネルにふさわしいメンバーの選考をする動画を全8本順に公開した。2022年1月1日、チャンネルに参戦する13人が発表された。
2023年5月20日投稿の動画からはTravis Japanの中村海人が参加するようになり、2024年4月6日にはレギュラーメンバーに昇格したことが発表された。
開設時は週5回の配信を予定しており、火曜日から金曜日まではゲーム実況、土曜日はバラエティ企画とされていた。2023年10月2日からは【月、水、金、土】の週4回の配信に変更。
2023年10月17日にチャンネル名称を『Johnny's Gaming Room』から『放課後 GAMING LIFE』に変更した。
2024年1月6日更新分のSnow Manの公式有料ブログ『すの日常』で向井康二がチャンネルを卒業することを報告した。

## メンバー
| 名前       | 生年月日               | 所属グループ   | 備考                      |
| ---------- | ---------------------- | -------------- | ------------------------- |
| 有岡大貴   | 1991年4月15日（34歳）  | Hey! Say! JUMP | 中心メンバー              |
| 宮田俊哉   | 1988年9月14日（36歳）  | Kis-My-Ft2     | 中心メンバー              |
| 玉森裕太   | 1990年3月17日（35歳）  | Kis-My-Ft2     | 中心メンバー              |
| 佐藤勝利   | 1996年10月30日（28歳） | timelesz       |                           |
| 重岡大毅   | 1992年8月26日（32歳）  | WEST.          |                           |
| 神山智洋   | 1993年7月1日（31歳）   | WEST.          |                           |
| 藤井流星   | 1993年8月18日（31歳）  | WEST.          |                           |
| 髙地優吾   | ????年3月8日           | SixTONES       |                           |
| 田中樹     | 1995年6月15日（30歳）  | SixTONES       |                           |
| 森本慎太郎 | 1997年7月15日（27歳）  | SixTONES       |                           |
| 深澤辰哉   | 1992年5月5日（33歳）   | Snow Man       |                           |
| 佐久間大介 | 1992年7月5日（32歳）   | Snow Man       |                           |
| 大橋和也   | 1997年8月9日（27歳）   | なにわ男子     |                           |
| 高橋恭平   | 2000年2月28日（25歳）  | なにわ男子     |                           |
| 長尾謙杜   | 2002年8月15日（22歳）  | なにわ男子     |                           |
| 中村海人   | 1997年4月15日（28歳）  | Travis Japan   | 2024年4月レギュラーに昇格 |

### 元メンバー
| 名前     | 生年月日              | 所属グループ | 備考         |
| -------- | --------------------- | ------------ | ------------ |
| 向井康二 | 1994年6月21日（30歳） | Snow Man     | 2023年末卒業 |